# Power Macintosh

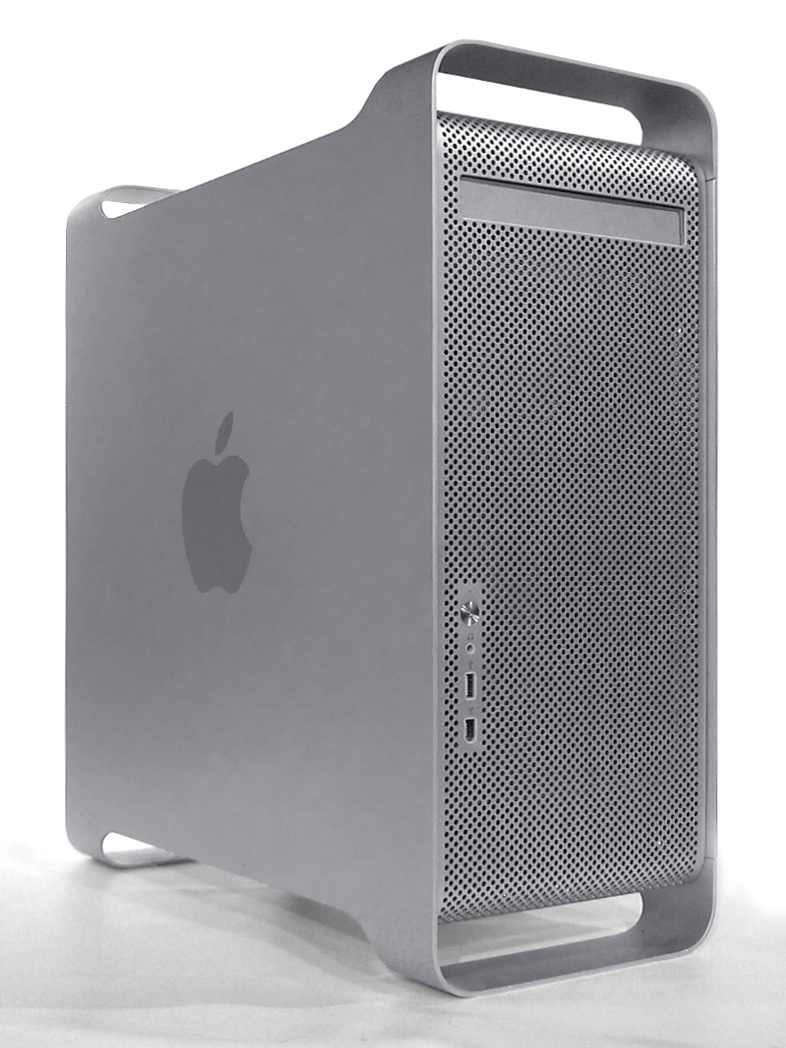
Power Macintosh系列的最後一款的產品 — Power Mac G5。

Power Macintosh（簡稱Power Mac、PPC Mac，少數隨機用戶直譯為：Power Macintosh），是由 Apple Computer（現為 Apple）設計和製造的一系列桌面產品 personal computer。
在麥金塔(Macintosh)系列產品之後，Power Macintosh是2000年代中後期蘋果電腦硬件系列的主打產品，機型分為不同的市場定位：平台型、立式。並且早期復雜的產品線並沒有幫助蘋果電腦增加個人電腦市場的份額（由於其價格高，或者有些價格相對較低，但質量也很高。機器授權不佳等因素兼容性使普通用戶轉向購買通用 PC 產品），後來的型號（繼 Jobs 於 1997 年回歸 Apple Computer 之後）通過精簡產品線和撤消兼容機的方式生產 授權，更具創意的設計和普及硬件規格等試圖振作起來，但仍然無法複製 Apple II 或早期 Macintosh 的成功。畢竟，蘋果在個人電腦銷售市場上只是少數。而喬布斯緊隨iPod等消費電子產品和iOS的腳步，帶領蘋果電腦走上了轉型之路，並在移動設備市場取得了巨大的成功。 Power Macintosh 已被新產品 Mac Pro 取代。
有別於麥金塔系列產品，名稱中的 "Power" 係指使用 PowerPC系列處理器（CPU）（簡稱PPC）的產品系列，而後相對於Power Mac系列，使用摩托羅拉 68000系列中央處理器的麥金塔系列產品則被使用者稱之為68k系列、68k Mac。

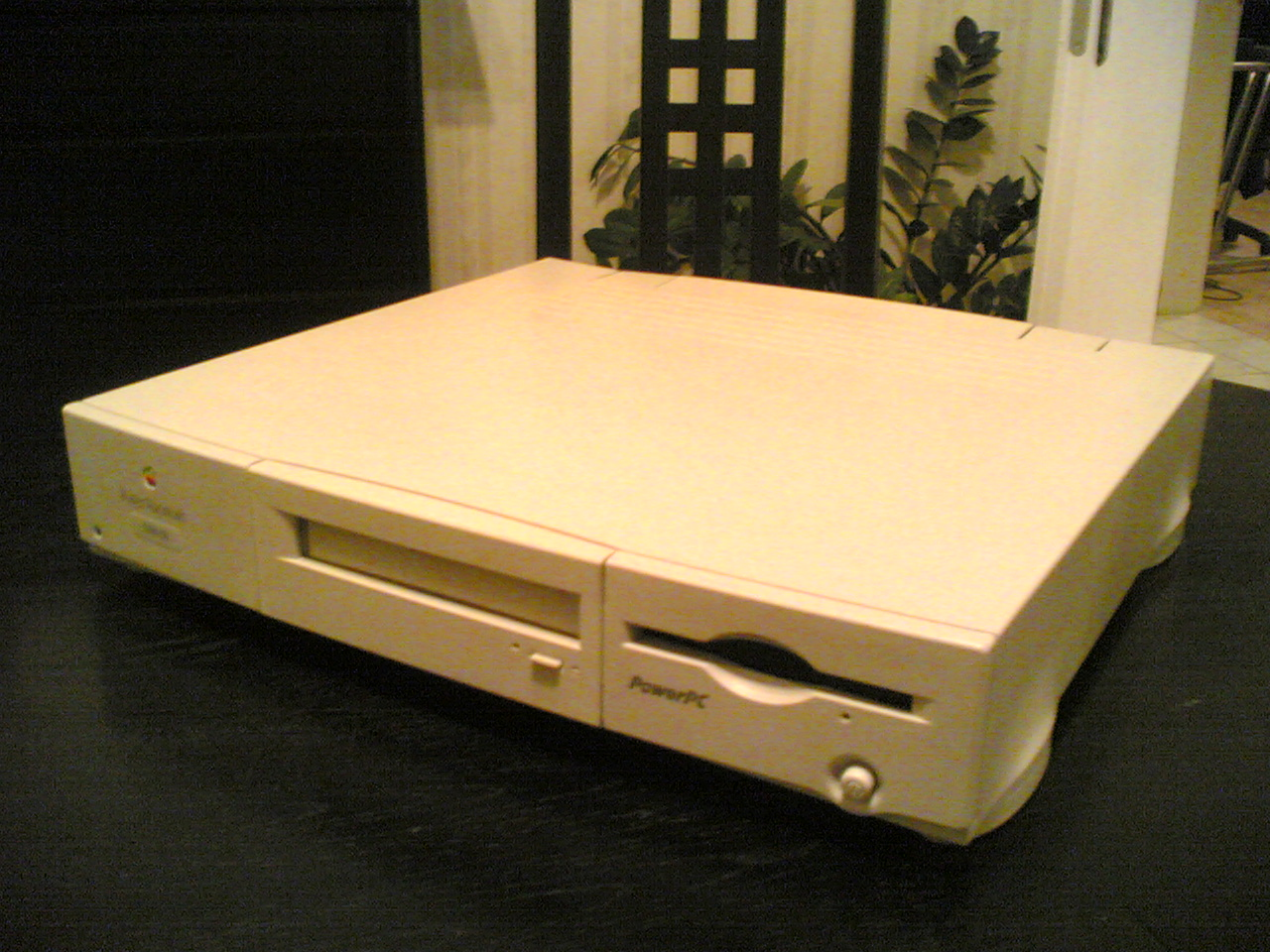
第一世代Power Macintosh : Power Mac 6100/60

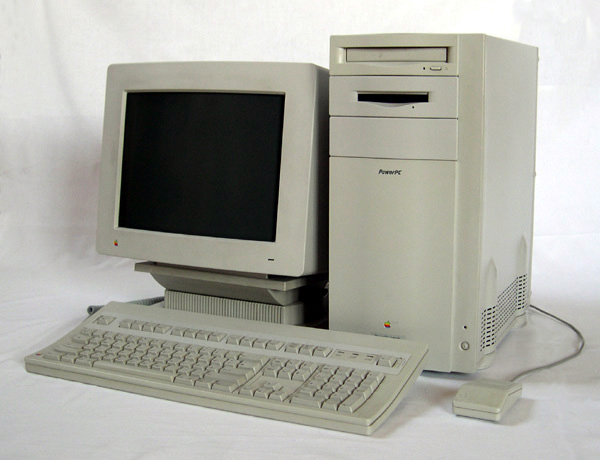
第二世代Power Macintosh : Power Mac 9500

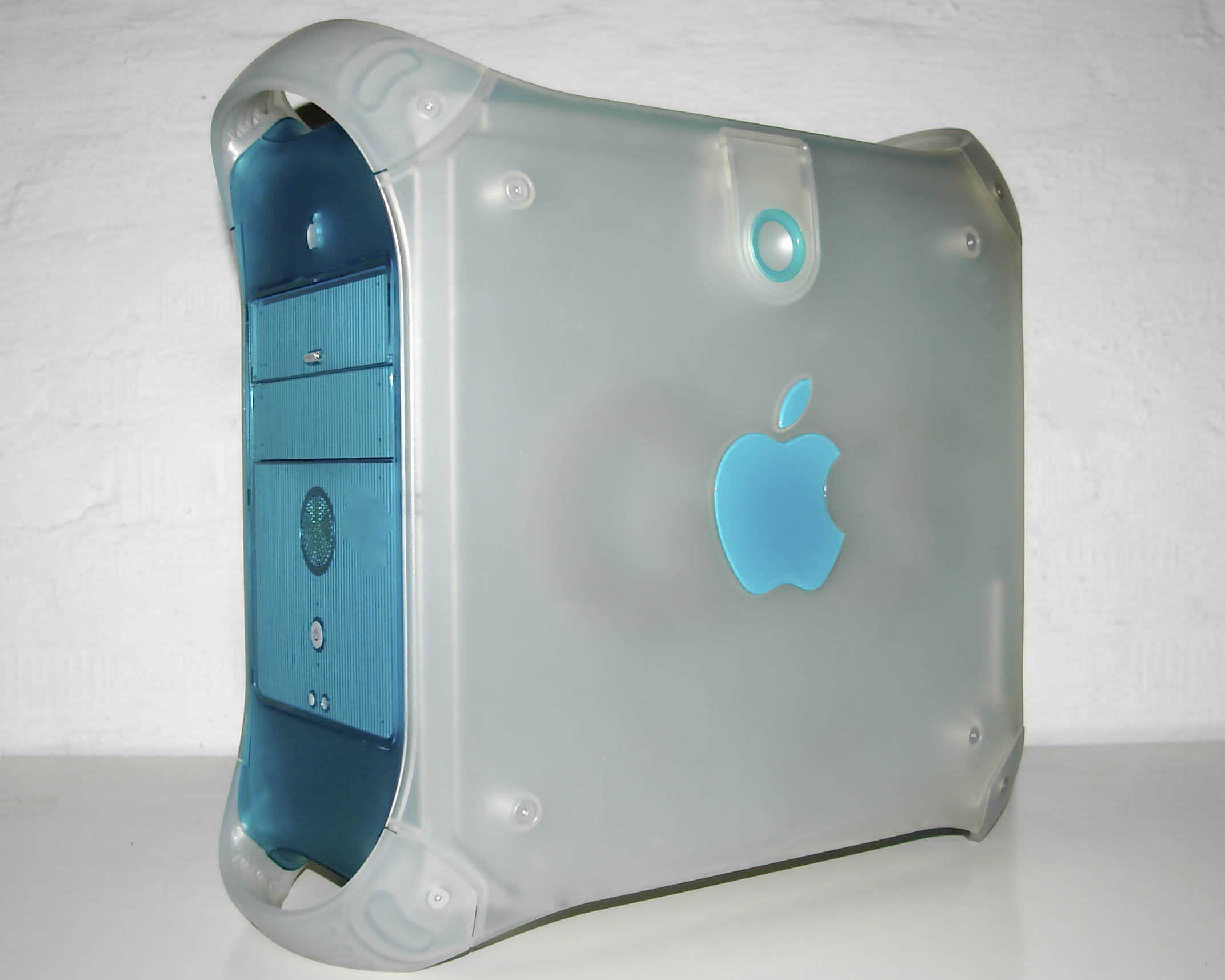
第三世代：Power Macintosh G3 (Blue and White)藍白機"Yosemite"

## Power Mac 世代
Power Macintosh產品以使用的CPU及主機板配置差異，可粗略分為前後時期五個世代：
前期 第一世代：採用PowerPC 601處理器，主機板配置NuBus（Pre-PCI）介面；1994年推出首款上市。見：第一代Power Mac
前期 第二世代：主機板配置PCI介面，採用PowerPC 60x系列處理器；1995年推出首款上市。（部分的型號可以透過升級卡升級為G3 CPU）見：第二代Power Mac
後期 第三世代：採用PowerPC 750系列處理器（蘋果稱為PowerPC G3系列）；1997年推出首款上市。（可更換CPU升級為G4 CPU或更高時脈的G3 CPU）
後期 第四世代：採用PowerPC 7400系列處理器（蘋果稱為PowerPC G4系列）；1999年推出首款上市。
後期 第五世代：採用PowerPC 970系列處理器（蘋果稱為PowerPC G5系列）；2003年推出首款上市。

附註：
1. ↑  在G3上市以前，部分使用者認為應以麥金塔電腦為區分，將68K Mac視為第一世代、前期PPC視為第二世代，而期待G3成為第三世代麥金塔電腦；但是現今將Intel Mac視為第三世代麥金塔是較為多數人認同的看法。
2. ↑  相對於後期機種採用G3/G4/G5的名稱，蘋果從來沒有正式將前期的機種稱之為G1或G2系列，也沒有清楚的將二個世代作出區分；而PowerPC CPU系列產品中另有被稱為 "G2" 的型號（基於603核心，參見英文：PowerPC 600 （页面存档备份，存于））。

## 命名
前期的機種命名方式為 Power Macintosh 加 四位數字的型號 為正式的命名，個別的單機則在其後再加上 處理器時脈速度 來表示，例如：Power Macintosh 6100/66、Power Macintosh 7200/120、Power Macintosh 9600/200⋯等。
後期（G3開始）系列則多半加上 CPU型式加外觀特徵（或 處理器時脈速度）來表示，例如：Power Macintosh G3/MT或Power Macintosh G3/350、Power Macintosh G4/500或Power Macintosh G4 M.D.D.⋯等。
簡易的稱法則直接以型號稱之：8600、9600、G3、G4、G5⋯等。

## 硬體架構
硬體方面，前期機種採用SCSI介面硬碟/光碟機、EDO RAM、ADB（Apple Desktop Bus）介面⋯等。
從G3開始的後期機種改採IDE介面硬碟/光碟機、SDRAM、USB介面、FireWire介面⋯等。

## 歷史
1994年蘋果推出了第一代Power Macintosh桌上型電腦，其型號為6100、7100、8100。嚴格講這個系列的產品只是將原先使用 Motorola 68040 處理器的機種更換成使用 PowerPC 處理器，在主機板等硬體架構以及相關軟體未能針對 PowerPC 處理器做出較佳的設計之下，因而使得整體效能並未大幅提升。例如：Power Macintosh 6100跟Centris 610的機殼幾乎一模一樣，而且當時 PowerPC 原生碼的軟體極少（甚至連系統軟體都不是百分之百的PowerPC 原生碼），所以在這些產品裡面內建模擬器（可以模擬68020），讓這個系列的產品可以運行當時多數為68k系列處理器所撰寫的軟體，執行速度雖然不會比使用68040處理器的68k Mac慢，不過因為內建的模擬器並不能模擬浮點運算，所以一些要求浮點運算的軟體只好利用浮點運算模擬軟體來執行，使得效率反而較68k Mac來的差。
1995年推出了硬體架構（主要是主機板）針對PowerPC重新設計的第二代Power Macintosh產品，多數的軟體也在其後的數年中也陸續推出for PowerPC版本，因而使效能獲得大幅改善；但過於繁雜龐大的產品線以及蘋果錯誤的市場策略（高定價及授權相容機）始終無法與日漸成熟並在市場上有著銷售優勢的PC相容機抗衡；至於使用68040處理器的最後一款68k Mac（Macintosh LC 630 DOS Compatible）也在1996年4月13日正式停產。
1997年推出米白色 G3 系列，其中也包括Power Macintosh系列最後的平台式和一體成型式的二種機型；在主機板上增加了多數PC廣為使用的ATA (IDE) 介面，放棄EDO RAM而改為採用SDRAM，並且配置新型大容量儲存裝置zip Drive（相對僅有1.44 MB的3.5吋軟碟而言），此一轉變頗受多數使用者的歡迎；1999年1月，推出外觀有突破式改變的 "Yosemite" （研發時期的代號），即後來被稱為“藍白機”的Power Macintosh G3 (Blue and White)，加入了在 iMac上頗受好評的USB埠以及FireWire埠 (IEEE 1394a)；更進一步的移除主機板上的SCSI介面以及ADB埠，但部分傳統蘋果使用者對此轉變以及其外觀與配色有所質疑。
在G3藍白機上市的短短八個月後，1999年8月G4發表上市，沿用藍白機的外形但將配色改為感覺較沈穩的石墨色配色，外觀設計上則做過二次小幅度的改變（不含Cube）；整體而言，G4系列在耗（電）能上甚至比後期的G5更為優秀（這點可以由G5始終無法推出筆記型產品佐證），但相對於其時如火如荼發展的Mac OS X作業系統，過低的運作效能（Mac OS X作業系統直到第三版才較為穩定，多數的使用者在G4時期仍沿用前期PPC的軟體與作業系統Mac OS 9.2.2）以及筆記型電腦產品市場的日漸成熟也有一部份的影響，使得本系列產品在銷售上始終未能有更佳的表現。
2000年推出一款全新的產品“Power Mac G4 Cube”，其獨特的外觀與無內建風扇的設計曾轟動一時，並曾贏得多項國際性工業設計獎，不過其乏善可陳的擴充能力及相對偏高的售價卻不為中高階使用者的青睞，而被視為某種實驗市場接受度性質的產品。
2003年G5上市，再度變更外型的設計，機殻材料變更為全鋁材質，使其與其他蘋果生產的電腦產品有著更為一致的外觀；由於當時為了追求效能上的提升而不斷提高CPU時脈速度，為了解決必然伴隨而來的高熱及高耗能，蘋果特別在G5系列的高階機種中加上液態冷卻系統（Liquid Cooling System, LCS）以求有效降低CPU的溫度，但是卻在使用者使用一段時間後頻頻發生因為冷卻液外漏而導致內部元件（主機板、電源供應器...等）短路燒毀，反而造成大眾對於G5系列產品有著設計不良的惡劣觀感。再加上PowerPC CPU始終無法有效降低生產成本，並且在研發部分的技術瓶頸無法突破（註），更因為隨著新版的Mac OS X作業系統功能和軟體的日漸龐大複雜，以及iMac與MacBook Pro改採用英特爾生產的處理器，並獲得市場的正面反應之下，使得蘋果決定放棄繼續採用PowerPC CPU設計生產新世代產品。
最後一款的 Power Mac G5 產品於2005年10月上市，於2006年8月停產；所有由蘋果設計生產的 Power Macintosh 系列產品也正式走入歷史，同時接替上市的新產品系列命名為“Mac Pro”。

## 各產品 時間 型號
ㄧ、PPC時期（採用PowerPC 601/603/603e/604/604e CPU）
1994年 3月~1995年 8月 Power Macintosh 6100 /60 (PC), 60AV, 66 (PC), 66AV
　　　　　　　　　　　Power Macintosh 7100 /66, 66AV, 80, 80AV
　　　　　　　　　　　Power Macintosh 8100 /80, 80AV, 100, 100AV, 110, 110AV
1995年 4月~1996年 4月 Power Macintosh 5200 /75  （註：含螢幕之All in One機型）
1995年 5月~1996年 7月 Power Macintosh 6200 /75
1995年 5月~1997年 2月 Power Macintosh 9500 /120, 132, 150, 180MP, 200  （註：MP為雙CPU機種） 
1995年 8月~1996年 4月 Power Macintosh 5300 /100 LC  （註：含螢幕之All in One機型）
1995年 8月~1996年 3月 Power Macintosh 7200 /75, 90, 120 (PC), 200 (PC) 
1995年 8月~1996年 5月 Power Macintosh 7500 /100
1995年 8月~1997年 2月 Power Macintosh 8500 /120, 132, 150, 180
1996年 1月~1997年 2月 Power Macintosh 7215 /90
1996年 4月~1997年 3月 Power Macintosh 5260 /100, 120  （註：含螢幕之All in One機型）
1996年 4月~1998年 3月 Power Macintosh 5400 /120, 180, 200  （註：含螢幕之All in One機型）
1996年 4月~1997年12月 Power Macintosh 7600 /120, 132, 200
1996年 4月~1997年 3月 Power Macintosh 8200 /100, 120
1996年 7月~1997年10月 Power Macintosh 6300 /120
1996年10月~1997年 8月 Power Macintosh 6400 /180, 200
1996年11月~1997年 2月 Power Macintosh 4400 /160, 200 (PC)  （註：後改為7220）
1997年 2月~1998年 3月 Power Macintosh 5500 /225, 250  （註：含螢幕之All in One機型）
1997年 2月~1998年 2月 Power Macintosh 7220 /160, 200 (PC)
1997年 2月~1997年末　Power Macintosh 7300 /166, 180 (PC), 200
1997年 2月~1998年 3月 Power Macintosh 6500 /225, 250, 275, 300
1997年 2月~1998年11月 Power Macintosh 8600 /200, 250, 300
1997年 2月~1998年11月 Power Macintosh 9600 /200, 200MP, 233, 300, 350 （註：MP為雙CPU機種）
1997年 7月~1998年 3月 Twentieth Anniversary Macintosh  /250 （ 註：限量生產的20週年紀念機，含螢幕之All in One機型）

二、G3/G4/G5時期
1997年11月~1999年 1月 Power Macintosh G3 (Minitower) /233, 266, 300, 333
1997年11月~1999年 1月 Power Macintosh G3 (Desktop) /233, 266, 300, 333  （ 註：最後一款平台式的Power Mac機型）
1998年 4月~1999年 1月 Power Macintosh G3 (All-in-One)  /233, 266, 300, 333  （ 註：最後一款一體成型式的Power Mac機型）
1999年 1月~1999年 8月  Power Macintosh G3 (Blue and White)   /350, 400, 450 

1999年 8月~2001年 7月 Power Mac G4（Graphite）  註：部分中文使用者稱為：G4石墨機。
2000年 7月~2001年 7月 Power Mac G4 Cube  註：極其特殊的外形設計與設計理念的一款產品，某種說法稱其設計概念衍伸成為之後的新產品『Mac Mini』。
2001年 7月~2003年 1月 Power Mac G4（Quicksilver） 註：部分中文使用者稱為：G4快銀。
2002年 8月~2004年 6月 Power Mac G4（Mirrored Drive Doors） 註：部分使用者簡稱為：G4 M.D.D.。
2003年 6月~2006年 8月 Power Mac G5   註：最後一代使用 PowerPC 處理器的系列產品。

## 繼承
一體成型款式：1998年iMac發表上市並廣受好評以後，成為一項獨立的新產品系列，雖然iMac（初代同樣採用G3 CPU）從未被歸類為本系列，但是Power Macintosh系列產品在iMac之後即不再推出一體成型款式的新機種，部分使用者將其視為某種程度上的繼承。
平台款式：2005年發表上市的Mac mini被部分使用者將其視為某種程度上繼承自Power Mac G4 Cube。
直立款式：2006年採用英特爾核心的 Mac Pro 繼承了Power Macintosh。